# Мураті
Мураті (англ. Murati) — село розташоване в волості Ріуге повіту Виру на південному сході Естонії. До адміністративної реформи муніципалітетів Естонії в 2017 році село належало до волості Хаанья.
Село Мураті за своїм характером є розпорошеним селом. Станом на 2014 рік у селі проживало 23 особи. Найближчі густонаселені села Міссо та Руусмяе.
Село Мураті перетинає асфальтована дорога Рига-Псков (Національне шосе № 7), яка є частиною міжнародної мережі доріг E європейської дороги E77. До будівництва кам'яної дороги ми їхали звивистою лісовою дорогою.

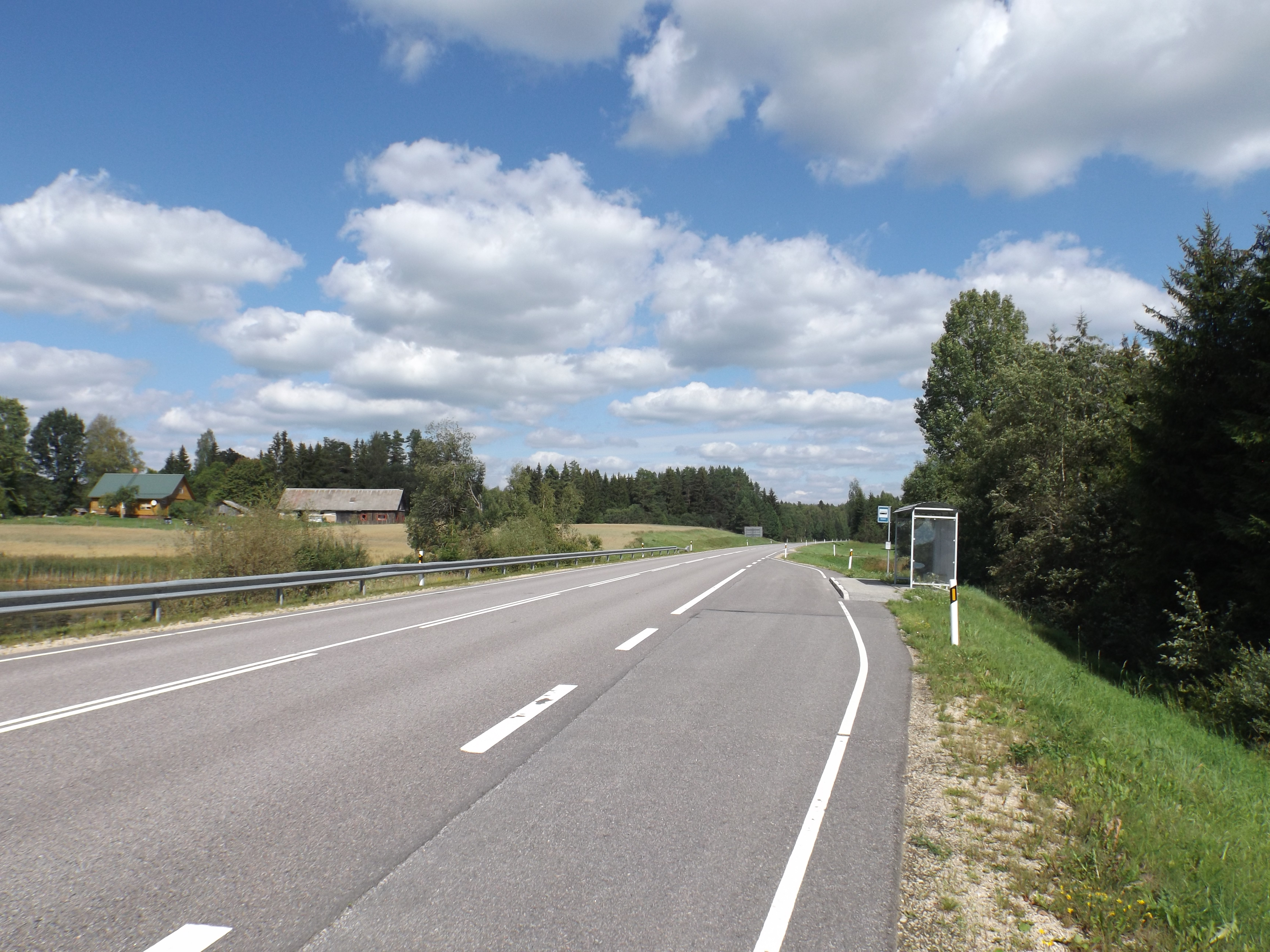
Зупинка «Мураті» на трасі Рига-Псков

Карлики Кяабаспалу, відомі як археологічні пам'ятки, відносяться до другої половини 1-го тисячоліття. Могильник складається з двох круглих і трьох овальних курганів (з людськими кістками).

## Найменування села Мураті
Існує 4 версії історії про те, як село Мураті отримало назву. Перший варіант: згідно з народними переказами, село отримало свою назву в часи рабства, коли всі жителі околиць збиралися на одному хуторі, щоб поскаржитися на свої проблеми. Назва цього хутора стала хутором Murõdõ, і звідси пішла назва Мураді або Мураті. Інша можливість, звідки сільське поселення могло отримати свою назву, – це прізвище селянина. Вважається, що перший склад назви, од, вимовлявся як у, а до 19 століття останньою літерою назви села було не і, а а. Село Мураті знаходиться приблизно в 19 км від Росії км, тому є ймовірність, що назва села походить від російського села Мураски. Можливо також, що назва сільського поселення походить від турецького імені Мурат.

## Озеро Мураті

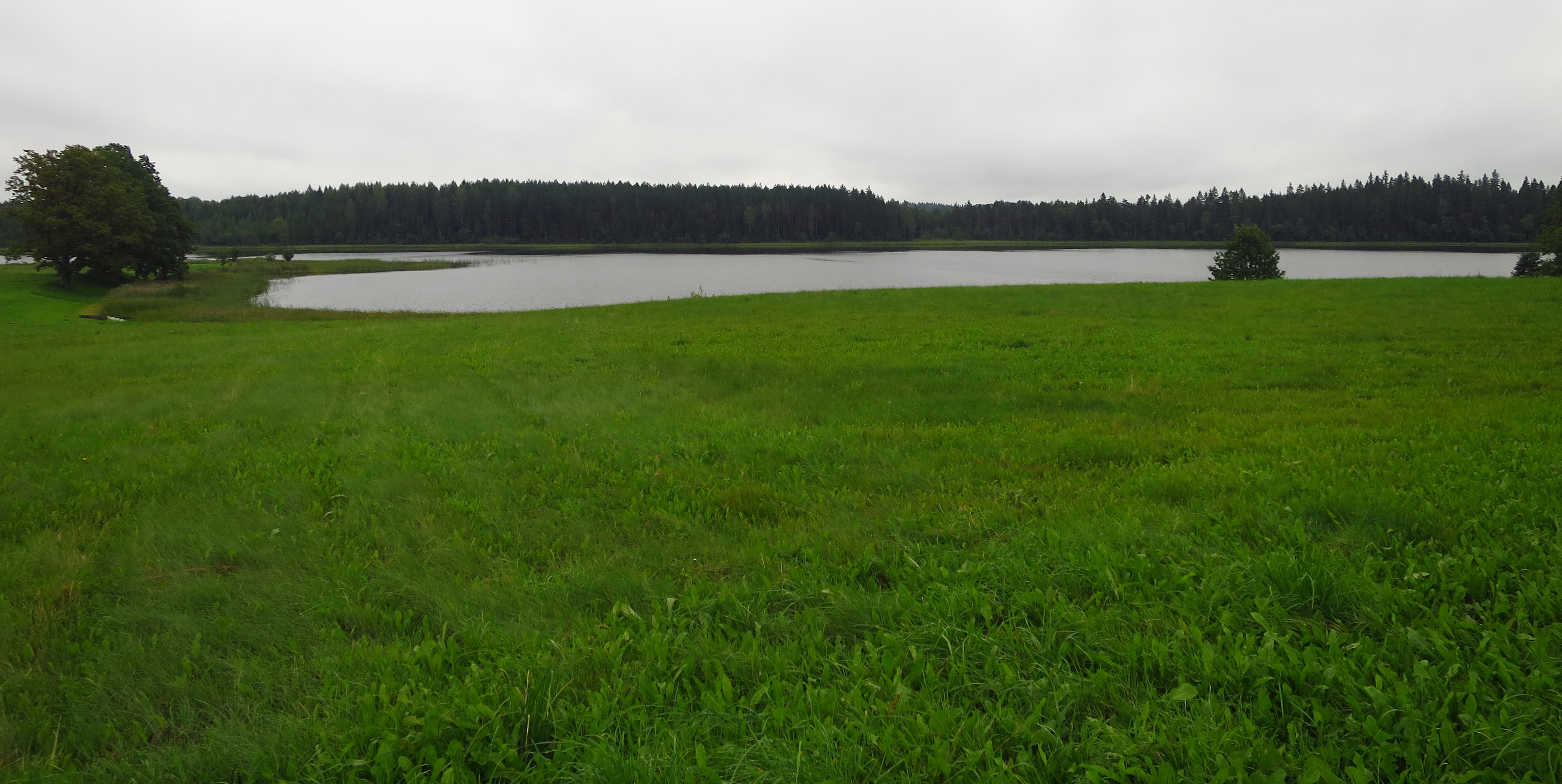
Озеро Мураті

Озеро Мураті розташоване в селі Мураті, волость Риуге, Вирумаа (координати: 57°34'54" пн. ш., 27°5'23" сх. д.). У межі Ліфляндії 1638 року озеро Мурат названо озером Мората, а латиші називають цю водойму озером Мураті.